# Ordonnance de Champagne de 1212
L'ordonnance de Champagne de 1212 est une ordonnance de la comtesse Blanche de Navarre, régente du comté de Champagne pendant la minorité de son fils Thibaud IV, sur le règlement de la succession des fiefs entre filles en l'absence d'héritier mâle, ainsi que sur les duels judiciaires.

## Contexte
Le 1er mai 1210, le roi de France Philippe-Auguste fait, avec Eudes, duc de Bourgogne, Hervé de Donzy, comte de Nevers, Renaud de Dammartin, comte de Boulogne, Gaucher de Châtillon comte de Saint-Pol, Gui de Dampierre et plusieurs grands du royaume une ordonnance afin de partager les fiefs entre les différents héritiers mâles tout en assurant à l'aîné la part la plus importante.
Le roi a probablement incité ses grands vassaux à souscrire à cette constitution, dont Blanche de Navarre, régente du comté de Champagne. Celle-ci, qui a besoin du soutien du roi mais qui ne souhaite pas mécontenter les seigneurs champenois afin de conserver le pouvoir pour son fils Thibaut, se doit de promulguer à son tour une ordonnance.

## Contenu

### Succession des fiefs
La comtesse Blanche de Navarre n'applique par la constitution du 1er mai 1210 de Philippe-Auguste, mais deux ans plus tard, en 1212, elle exécute à son tour, avec le concours de ses grands-officiers et de ses principaux vassaux, une ordonnance relative à la succession des fiefs, mais uniquement pour les filles en l'absence d'héritier mâle.
Cette ordonnance, rédigée en latin, fractionne les fiefs, châteaux et autres maisons-fortes entre toutes les filles tout en gardant la part la plus importante pour l'aînée mais en lui réduisant le privilège. Ainsi, l'aînée hérite de la forteresse s'il n'en existe qu'une, ou peut en choisir une en premier s'il s'en trouve plusieurs dans la succession.

### Duels judiciaires
Concernant les duels judiciaires, l'ordonnance de 1212 apporte un nouveau principe plus équitable : lorsqu'une partie ou son champion décède avant le jour fixé pour le combat, le juge ne devra prononcer de condamnation par défaut ni contre le mort ni contre celui que le mort représentait si l'héritier veut prendre la place de la partie défunte ou si la partie qui a perdu son champion en produit un nouveau.

## Conséquences
Il est possible que cette ordonnance ait déplu à une partie des seigneurs champenois, ce qui les aurait incité à prendre parti pour Erard de Brienne lors de la guerre de succession de Champagne qui survient quelques années plus tard.
En 1224, soit douze ans plus tard, le comte de Champagne Thibaut IV fera une seconde ordonnance qui instaura le même type de partage des fiefs pour les héritiers mâles.

## Participants
Les principaux participants à cette ordonnance sont :
- Simon de Joinville, sénéchal de Champagne.
- Gui de Dampierre, connétable de Champagne.
- Gaucher de Châtillon, comte de Saint-Pol, bouteiller de Champagne.
- Robert de Milly, chambellan de Champagne.
- Odard d'Aulnay, maréchal de Champagne.
- Thiébaut Ier, comte de Bar-le-Duc.
- Milon IV du Puiset, comte de Bar-sur-Seine.
- Henri, comte de Grandpré.
- Guillaume Ier, comte de Joigny.
- Étienne II, comte de Sancerre.
- Hugues II, comte de Rethel.
- Robert Ier de Pierrepont, comte de Roucy.
- Jean II d'Arcis.
- Henri de Bar-le-Duc, fils du comte.
- Eudes des Barres.
- Jean des Barres.
- Erard de Brienne.
- Gui de Cernay.
- Hugues, vidame de Châlons.
- Clarambaud de Chappes.
- Gui de Chappes, seigneur de Jully-sur-Sarce, oncle du précédent.
- Girard de Châtillon.
- Gui de Garlande.
- Gaucher de Joigny, seigneur de Château-Renard, frère du comte.
- Barthélemy de Jouy.
- Philippe de Plancy.
- Gui de Pougy.
- Oger de Saint-Chéron.
- Jean, vicomte de Saint-Florentin.
- Hugues de Saint-Maurice.
- Pierre de Touquin.
- Garnier III de Traînel, seigneur de Marigny.
- Gautier de Vignory.
- Jean de Villehardouin, frère du maréchal.

Cette liste démontre que seuls les grands-officiers et les principaux seigneurs du comté de Champagne peuvent concourir aux ordonnances et à la promulgation de lois, et prouve aussi l'importance de certains fiefs.

## Source
- Marie Henry d'Arbois de Jubainville, Histoire des Ducs et Comtes de Champagne, 1865.
- Louis, Chantereau Le Febvre, Traîté des fiefs et de leur origine, 1662 (lire en ligne).
- Nicolas Brussel, Nouvel examen de l'usage général des fiefs en France pendant les XIe, XIIe, XIIIe et XIVe siècles, 1750 (lire en ligne).